# Котмар (община)
Котмар (нем. Kottmar) — община, расположенная на востоке немецкой федеральной земли Саксония между городами Циттау и Лёбау. Подчиняется району Гёрлиц.
Населённый пункт, получивший своё название от расположенной в регионе горы, был образован 1 января 2013 года путём объединения прежде независимых общин Айбау, Нидеркуннерсдорф и Оберкуннерсдорф и состоит из семи посёлков:
- Айбау
- Котмарсдорф
- Нидеркуннерсдорф
- Ной-Айбау
- Оберкуннерсдорф
- Оттенхайн
- Вальддорф

На 31 декабря 2015 года население Котмара составляло 7515 человек. Тем самым Котмар является крупнейшей по численности населения общиной района, не обладающей статусом города.

### Достопримечательности и культура
- Краеведческий музей им. Александра Гумбольдта (нем. Heimat- und Humboldtmuseum) в Айбау
- Парикмахерский музей (нем. Friseurmuseum Kottmarsdorf ) в Котмарсдорфе
- Музей пожарной техники (нем. Feuerwehrmuseum) в Нидеркуннерсдорфе
- Школьный музей (нем. Schulmuseum) в Оттенхайне
- Один из трёх источников реки Шпрее на горе Котмар

- Общий вид на Айбау
- Деревенская улица в Оберкуннерсдорфе. Старый железнодорожный мост
- Источник Шпрее на горе Котмар и памятник павшим в Первой мировой войне